# Paranephelium
Paranephelium es un género con 14 especies de plantas de flores perteneciente a la familia Sapindaceae. 

## Especies seleccionadas
- Paranephelium acanthocarpum
- Paranephelium chinense
- Paranephelium fallax
- Paranephelium gibbosum
- Paranephelium hainanense
- Paranephelium hystrix
- Paranephelium joannis
- Paranephelium longifoliolatum
- Paranephelium macrophyllum
- Paranephelium muricatum
- Paranephelium nitidum
- Paranephelium poilanei
- Paranephelium spirei
- Paranephelium xestophyllum